# Golly
Golly是由Andrew Trevorrow和Tom Rokicki开发的跨平台开源软件，可用于模拟康威生命游戏或其他类型的元胞自动机。Golly包含大量预先设定的元胞模式和生长规则，可模拟大尺度、长时间的元胞行为；采用wxWidgets编写图形用户界面，并支持Python和Lua（v3.0之前的版本是Perl）脚本语言。Golly采用GNU GPL第2版协议发布，属于自由软件。

## 算法与规则
Golly支持以下算法及规则：
- QuickLife：一种常规的算法，支持包括康威生命游戏在内的各种二维邻域总和相关（outer-totalistic）规则，还支持史蒂芬·沃尔夫勒姆的一维规则。
- HashLife：一种基于散列表的算法，支持的规则与QuickLife相当。当元胞模式规律性较强时，HashLife的效率将大大超过QuickLife；当元胞模式趋于混沌时，HashLife反而不如QuickLife高效。
- Generations：一种支持多元胞状态的算法，经典的康威生命游戏中每个元胞只有生/死两种状态，而Generations可以支持那些拥有多状态（最高可达256个状态）的规则。
- JvN：由约翰·冯·诺伊曼最早提出的元胞自动机算法（20世纪40年代），支持诺伊曼本人提出的JvN29规则（一个包含29种状态的元胞自动机）及其变种。
- RuleLoader：允许用户自定义规则的算法，用户可通过外部.rule文件按照规定的格式[5]定义规则。

## 快捷操作
Golly支持以下快捷操作和快捷键：

### 鼠标快捷操作
- 单击状态栏的"Generation=..."可修改代数
- 单击状态栏的"Scale=..."可将显示比例设定为1:1
- 单击状态栏的"Step=..."可将步长恢复为默认值（即指数位恢复为0）
- 双击编辑栏的元胞图标可设定界面及图标颜色
- 使用鼠标滚轮可缩放当前视野
- 在文件栏中右键单击可打开并编辑模式文件

### 键盘快捷键
| Tab    | 下一步          |  | 空格   | 下一代                    |  | 回车    | 暂停/启动元胞繁殖          |
| 方向键 | 移动视野        |  | +      | 加快速度（Step指数位加1） |  | -       | 降低速度（Step指数位减1）  |
| ?      | 显示帮助        |  | [      | 缩小                      |  | ]       | 放大                       |
| Ctrl+R | 恢复到初始形态  |  | Z      | 撤销                      |  | Shift+Z | 重做                       |
| L      | 显示/不显示网格 |  | T      | 自动调整视野大小          |  | F       | 调整视野大小以适应当前形态 |
| B      | 反色显示        |  | F11    | 全屏显示                  |  | '       | 显示/隐藏工具栏            |
| P      | 显示/隐藏文件栏 |  | ;      | 显示/隐藏状态栏           |  | /       | 显示/隐藏编辑栏            |
| Ctrl+N | 新建元胞模式    |  | Ctrl+S | 保存当前形态              |  | Ctrl+Q  | 退出Golly                  |

## 同类软件
与Golly功能相仿的软件有：
- MCell（英语：MCell）：由Mirek Wójtowicz编写的模拟软件。项目主页：www.mirekw.com/ca/index.html
- Xlife：由Jon Bennett编写的模拟软件。项目主页：freecode.com/projects/xlife
- Life32：由Johan Bontes编写的模拟软件。项目主页：psoup.math.wisc.edu/Life32.html
- LifeLab：由Andrew Trevorrow编写的模拟软件。项目主页：www.trevorrow.com/lifelab/